# Chimichiera

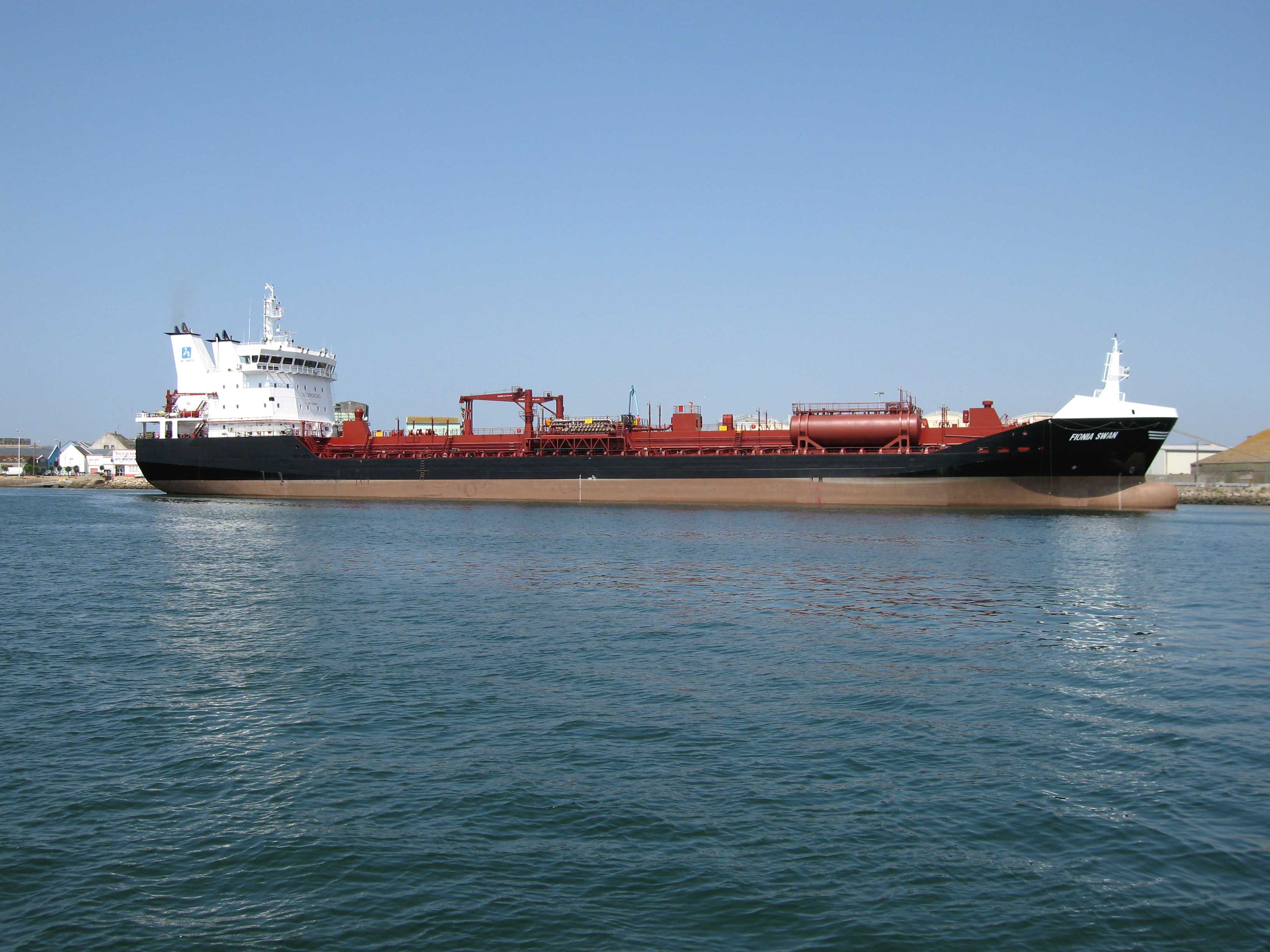
Una Chimichiera

La chimichiera è l'evoluzione navale della classica nave petroliera, adibita al trasporto di prodotti chimici alla rinfusa. 

## Descrizione
Le chimichiere sono navi molto sofisticate, suddivise spesso in molte cisterne che permettono il trasporto di altrettanti prodotti diversi. Tutte le cisterne sono servite da pompe carico e linee per il carico e lo scarico dei prodotti chimici in modo totalmente segregato qualora fosse necessario, questo poiché i vari prodotti possono essere incompatibili e, messi in contatto tra loro, potrebbero reagire pericolosamente o comunque trasformarsi in altre sostanze, perdendo le specifiche caratteristiche. 
Come per petroliere e gasiere, anche per le chimichiere c'è una classificazione per le cisterne del carico e per le navi stesse. 
Le cisterne possono essere: indipendenti, integrali, a gravità e a pressione, mentre le navi possono essere del tipo 1, tipo 2, tipo 3: ad ogni tipo compete, in ordine, un grado di protezione sempre minore, con possibilità di trasportare prodotti con pericolosità sempre minore. Le cisterne sono dotate di sistemi di riscaldamento del carico per evitare cristallizzazioni o solidificazioni.